# Гарсиа, Матиас (мальтийский футболист)
Матиас Николас Гарсиа (англ. и исп. Matías Nicolás García; род. 22 июля 1996, Ла-Банда, Сантьяго-дель-Эстеро) — аргентинский и мальтийский футболист, полузащитник клуба «Флориана» и сборной Мальты.

## Биография

### Клубная карьера
Воспитанник аргентинского футбола, дебютировал на профессиональном уровне в составе мальтийского клуба «Сенглеа Атлетик», где выступал на правах аренды из «Бельграно» и в сезоне 2017/18 провёл 23 матча и забил 4 гола в чемпионате Мальты. В сентябре 2018 года в статусе свободного агента заключил с «Сенглеа Атлетик» полноценный контракт. Летом 2019 года перешёл в «Флориану». В сезоне 2019/20 провёл за команду 18 матчей и забил 2 гола и после 20 туров занимал с командой первое место в лиге. После досрочного завершения чемпионата в связи с пандемией COVID-19, «Флориана» была признана чемпионом Мальты. С 2021 года неоднократно появлялся на поле с капитанской повязкой.

### Карьера в сборной
В 2022 году Гарсия получил гражданство Мальты по программе «citizenship-by-merit» и получил возможность выступать за сборную Мальты. Дебютировал в составе национальной команды 1 июня в товарищеском матче со сборной Венесуэлы (0:1), в котором был заменён на 84-й минуте.

## Достижения
«Флориана»
- Чемпион Мальты: 2019/20
- Обладатель Кубка Мальты: 2021/22